# Leichtathletik-Halleneuropameisterschaften 2017/Teilnehmer (Deutschland)
| Gelbes Symbol für Goldmedaillen mit stilisierten Olympischen Ringen | Graues Symbol für Silbermedaillen mit stilisierten Olympischen Ringen | Braundes Symbol für Bronzemedaillen mit stilisierten Olympischen Ringen |
| ------------------------------------------------------------------- | --------------------------------------------------------------------- | ----------------------------------------------------------------------- |
| 2                                                                   | 2                                                                     | 5                                                                       |

Aus Deutschland nahmen 26 Athletinnen und 17 Athleten bei den Leichtathletik-Halleneuropameisterschaften 2017 in Belgrad teil, die neun Medaillen (2 × Gold, 2 × Silber und 5 × Bronze) errangen sowie eine Europäische und eine Weltjahresbestleistung aufstellten.
Der Deutsche Leichtathletik-Verband (DLV) hatte 45 Athletinnen und Athleten (19 Männer und 26 Frauen) nominiert, von denen 43 Sportler teilnahmen. Florian Orth sagte am 27. Februar wegen muskulärer Probleme ab und übte in einem Offenen Brief Kritik am Nominierungsverfahren des DLV. Der vorbehaltlich der Einladung gemäß dem Rankingverfahren durch den Europäischen Leichtathletikverband (EAA) nominierte Tim Nowak wurde vom EAA nicht berücksichtigt.
Konstanze Klosterhalfen war auch für die 3000 Meter gemeldet, trat aber nur über die 1500 Meter an und Marius Probst, auch für die 800 Meter gemeldet, trat ebenfalls nur über die 1500 Meter an.

## Ergebnisse

### Frauen

#### Laufdisziplinen
| Athletin                                                                                            | Disziplin         | Vorlauf     | Vorlauf | Halbfinale | Halbfinale | Finale             | Finale             |
| Athletin                                                                                            | Disziplin         | Zeit        | Platz   | Zeit       | Platz      | Zeit               | Platz              |
| --------------------------------------------------------------------------------------------------- | ----------------- | ----------- | ------- | ---------- | ---------- | ------------------ | ------------------ |
| Rebekka Haase                                                                                       | 60 m              | 7,14 s      | 1       | 7,19 s     | 2          | 7,21 s             | 8                  |
| Lisa Mayer                                                                                          | 60 m              | 7,26 s      | 8       | 7,23 s     | 5          | 7,19 s             | 5                  |
| Alexandra Burghardt                                                                                 | 60 m              | 7,22 s      | 3       | 7,23 s     | 5          | 7,19 s             | 6                  |
| Lara Hoffmann                                                                                       | 400 m             | 53,65 s     | 10      | 53,43 s    | 10         | nicht qualifiziert | nicht qualifiziert |
| Konstanze Klosterhalfen                                                                             | 1500 m            | 4:10,37 min | 3       | –––        | –––        | 4:04,45 min PB     | Silber             |
| Hanna Klein                                                                                         | 3000 m            | 8:58,45 min | 11      | –––        | –––        | 8:58,57 min        | 9                  |
| Alina Reh                                                                                           | 3000 m            | 8:55,23 min | 4       | –––        | –––        | 8:57,87 min        | 8                  |
| Pamela Dutkiewicz                                                                                   | 60 m Hürden       | 7,86 s      | 1       | 7,92 s     | 2          | 7,95 s             | Bronze             |
| Ricarda Lobe                                                                                        | 60 m Hürden       | 8,07 s      | 7       | 8,00 s     | 6          | 8,03 s             | 6                  |
| Cindy Roleder                                                                                       | 60 m Hürden       | 7,98 s      | 4       | 7,89 s     | 2          | 7,88 s             | Gold               |
| Ruth Sophia Spelmeyer, Nadine Gonska, Carolin Walter, Lara Hoffmann nicht eingesetzt: Laura Gläsner | 4 × 400 m Staffel | –––         | –––     | –––        | –––        | 3:34,60 min        | 6                  |

#### Sprung/Wurf
| Athletin                   | Disziplin      | Qualifikation | Qualifikation | Finale             | Finale             |
| Athletin                   | Disziplin      | Höhe/Weite    | Platz         | Höhe/Weite         | Platz              |
| -------------------------- | -------------- | ------------- | ------------- | ------------------ | ------------------ |
| Jossie Graumann            | Hochsprung     | 1,90 m        | 4             | 1,92 m             | 5                  |
| Marie-Laurence Jungfleisch | Hochsprung     | 1,86 m        | 16            | nicht qualifiziert | nicht qualifiziert |
| Annika Roloff              | Stabhochsprung | –––           | –––           | 4,40 m             | 10                 |
| Lisa Ryzih                 | Stabhochsprung | –––           | –––           | 4,75 m PB          | Silber             |
| Maryse Luzolo              | Weitsprung     | 6,48 m        | 10            | nicht qualifiziert | nicht qualifiziert |
| Claudia Salman-Rath        | Weitsprung     | 6,79 m PB     | 4             | 6,94 m PB          | Bronze             |
| Alexandra Wester           | Weitsprung     | 6,51 m        | 8             | 6,53 m             | 8                  |
| Neele Eckhardt             | Dreisprung     | 13,22 m       | 18            | nicht qualifiziert | nicht qualifiziert |
| Jenny Elbe                 | Dreisprung     | 14,27 m PB    | 1             | 14,12 m            | 6                  |
| Kristin Gierisch           | Dreisprung     | 14,26 m SB    | 2             | 14,37 m EL         | Gold               |
| Alina Kenzel               | Kugelstoßen    | 16,97 m       | 14            | nicht qualifiziert | nicht qualifiziert |
| Claudine Vita              | Kugelstoßen    | 17,83 m PB    | 3             | 18,09 m PB         | 5                  |

### Männer

#### Laufdisziplinen
| Athlet               | Disziplin   | Vorlauf     | Vorlauf | Halbfinale         | Halbfinale         | Finale             | Finale             |
| Athlet               | Disziplin   | Zeit        | Platz   | Zeit               | Platz              | Zeit               | Platz              |
| -------------------- | ----------- | ----------- | ------- | ------------------ | ------------------ | ------------------ | ------------------ |
| Aleixo-Platini Menga | 60 m        | 6,68 s      | 6       | 6,73 s             | 5                  | nicht qualifiziert | nicht qualifiziert |
| Marc Koch            | 400 m       | 47,39 s     | 10      | nicht qualifiziert | nicht qualifiziert | nicht qualifiziert | nicht qualifiziert |
| Marvin Schlegel      | 400 m       | 47,65 s     | 15      | nicht qualifiziert | nicht qualifiziert | nicht qualifiziert | nicht qualifiziert |
| Robert Farken        | 800 m       | 1:48,06 min | 4       | 1:51,39 min        | 11                 | nicht qualifiziert | nicht qualifiziert |
| Christoph Kessler    | 800 m       | 1:50,04 min | 15      | nicht qualifiziert | nicht qualifiziert | nicht qualifiziert | nicht qualifiziert |
| Timo Benitz          | 1500 m      | 3:43,09 min | 1       | –––                | –––                | 3:46,73 min        | 7                  |
| Marius Probst        | 1500 m      | 3:47,89 min | 12      | –––                | –––                | nicht qualifiziert | nicht qualifiziert |
| Richard Ringer       | 3000 m      | 7:58,77 min | 9       | –––                | –––                | 8:01,01 min        | Bronze             |
| Erik Balnuweit       | 60 m Hürden | 7,67 s      | 9       | –––                | –––                | nicht qualifiziert | nicht qualifiziert |
| Maximilian Bayer     | 60 m Hürden | 7,73 s      | 13      | –––                | –––                | nicht qualifiziert | nicht qualifiziert |

#### Sprung/Wurf
| Athlet            | Disziplin      | Qualifikation | Qualifikation | Finale     | Finale |
| Athlet            | Disziplin      | Höhe/Weite    | Platz         | Höhe/Weite | Platz  |
| ----------------- | -------------- | ------------- | ------------- | ---------- | ------ |
| Mateusz Przybylko | Hochsprung     | 2,28 m        | 6             | 2,27 m     | 7      |
| Florian Gaul      | Stabhochsprung | –––           | –––           | DNS        | –      |
| Raphael Holzdeppe | Stabhochsprung | –––           | –––           | 5,80 m SB  | 5      |
| Julian Howard     | Weitsprung     | 7,88 m        | 6             | 7,97 m     | 5      |
| Max Heß           | Dreisprung     | 17,52 m WL    | 1             | 17,12 m    | Bronze |
| David Storl       | Kugelstoßen    | 21,16 m       | 1             | 21,30 m    | Bronze |

#### Siebenkampf
| Athlet          | Disziplin | 60 m   | Weitsprung | Kugelstoßen | Hochsprung | 60 m Hürden | Stabhochsprung | 1000 m         | Punkte | Platz |
| --------------- | --------- | ------ | ---------- | ----------- | ---------- | ----------- | -------------- | -------------- | ------ | ----- |
| Mathias Brugger | Ergebnis  | 7,13 s | 7,36 m PB  | 14,53 m     | 1,92 m     | 8,22 s      | 5,00 m         | 2:38,73 min SB | 5954   | 8     |
| Mathias Brugger | Punkte    | 837    | 900        | 761         | 731        | 927         | 910            | 888            | 5954   | 8     |